# Harmochirus lloydii
Harmochirus lloydii är en spindelart som beskrevs av Narayan 1915. Harmochirus lloydii ingår i släktet Harmochirus och familjen hoppspindlar. Inga underarter finns listade i Catalogue of Life.